# Пену
Пе́ну (ест. Penu küla) — село в Естонії, у волості Гяедемеесте повіту Пярнумаа.

## Населення
Чисельність населення на 31 грудня 2011 року становила 62 особи.

## Географія
Село лежить на березі затоки Пярну.
Через населений пункт проходить автошлях 331 (Раннаметса — Ікла).